# Albert Garcia i Demestres
Albert Garcia i Demestres (Barcelona, 16-05-1960) és un compositor i cantant.
Va estudiar al Conservatori Municipal de Música de Barcelona, obtenint així els títols professionals de Cant i Piano. Va estudiar composició amb Josep Soler i direcció orquestral a Wüppertal (Alemanya). També va rebre consells i ajuda de Luciano Berio i es va formar en les tècniques electroacústiques al Conservatori Nacional de París.
Va rebre orientacions de Luciano Pavarotti quant a la pràctica del cant. Ha actuat a diversos països d'Europa com a cantant i ha compost d'obres que han estat estrenades als Estats Units i a diversos països d'Europa.
Els aspectes estètics de la seva creació musical s'han d'emmarcar en allò que es podria anomenar la segona recepció de la Segona Escola de Viena a l'àmbit català, deguda en gran part a l'impuls de Josep Soler.
Per aquesta raó es troben a les seves obres nombrosos recursos expressionistes, que venen de Webern i molt especialment d'Alban Berg. El fragment següent del mateix Demestres està en deute amb alguns dels postulats de Josep Soler: "L'artista crea la seva obra a partir de la soledat turmentada que constitueix l'essència del seu propi existir i que es reafirma constantment".
Així es pot entendre el "crit d'angoixa" que llisca en composicions com Traurige Lieder (Cançons tristes en alemany) i algunes altres del seu catàleg. Resideix habitualment a Itàlia i allà, a la dècada de 1990, va iniciar una dedicació a aspectes organitzatius de tipus musical, sense deixar les seves activitats líriques i compositives. Entre els seus premis destaquen el del Concurs de Composició de la Fundació Juan March, el Musician-Accord-New York i els de les Joventuts Musicals de Barcelona i Portugal.